# Gorica (Konjic, BiH)
Gorica je naseljeno mjesto u općini Konjic, Federacija Bosne i Hercegovine, BiH.

## Stanovništvo

### 1991.
Nacionalni sastav stanovništva 1991. godine, bio je sljedeći:
ukupno: 188
- Muslimani – 179
- Hrvati – 9

### 2013.
Nacionalni sastav stanovništva 2013. godine, bio je sljedeći:
ukupno: 86
- Bošnjaci – 81
- Hrvati – 4
- ostali, neopredijeljeni i nepoznato – 1